# Abarema commutata
Abarema commutata es una especie de leguminosa en la familia Fabaceae. Se encuentra en Guyana y Venezuela.

## Taxonomía
Abarema abbottii fue descrita por Barneby & J.W.Grimes y publicado en Memoirs of The New York Botanical Garden 74(1): 65–66, map 14. 1996.